# Prodni modrač
Prodni modrač (znanstveno ime Orthetrum cancellatum) je vrsta raznokrilih kačjih pastirjev iz družine ploščcev, razširjena po večini Evrope in Srednje Azije.

## Opis
V dolžino meri 44 do 50 mm, od tega zadek 29 do 35 mm, prek zadnjega para kril pa 35–41  mm. Odrasli samci imajo temno oprsje in črnih zadnjih par členov zadka, preostanek zadka pa prerašča sinje moder poprh. Zelo podoben je temni modrač, ki pa ima za razliko od prodnega nekaj svetlejših prog po oprsju in kontrastna bela cerka na konici zadka. Vendar slednji znak ni povsem zanesljiv, zato ju je predvsem v letu težko ločiti. Nezreli samci in samice so rumeni z vzdolžnimi črnimi črtami po zadku, podobni odraslim porečnikom (rod Gomphus), ki pa so precej gracilnejši.
Odrasli letajo od maja do konca poletja, najaktivnejši so med junijem in avgustom. Najraje se zadržujejo tam, kjer imajo počivališča – nad gladino štrleče veje ipd. – in so znani po agresivnosti: samci intenzivno patruljirajo po svojem teritoriju in preganjajo tudi večje kačje pastirje.

## Habitat in razširjenost
Prodni modrač se razmnožuje v vseh vrstah stoječih in počasi tekočih voda, razen če so pretežno zasenčene ali zelo kisle. Pogosto je prva vrsta kačjega pastirja, ki naseli nov habitat (recimo gramoznice, ki jih zalije voda).
Je nižinska vrsta, ki se v Evropi ne pojavlja nad 1000 m nadmorske višine. Razširjena je po vsej Evropi in vzhodno prek Srednje Azije do zahoda Kitajske ter Mongolije, južno pa tudi v gorovjih Severne Afrike. V Evropi je eden najpogostejših kačjih pastirjev, odsoten le na skrajnem severu. Podnebnim spremembam pripisujejo dejstvo, da se zadnjega pol stoletja meja razširjenosti pomika proti severu. Tudi v Sloveniji je zelo pogost, preferira vodna telesa z ne povsem zaraščenimi bregovi, tudi v kulturni krajini.